# Seebühne Magdeburg

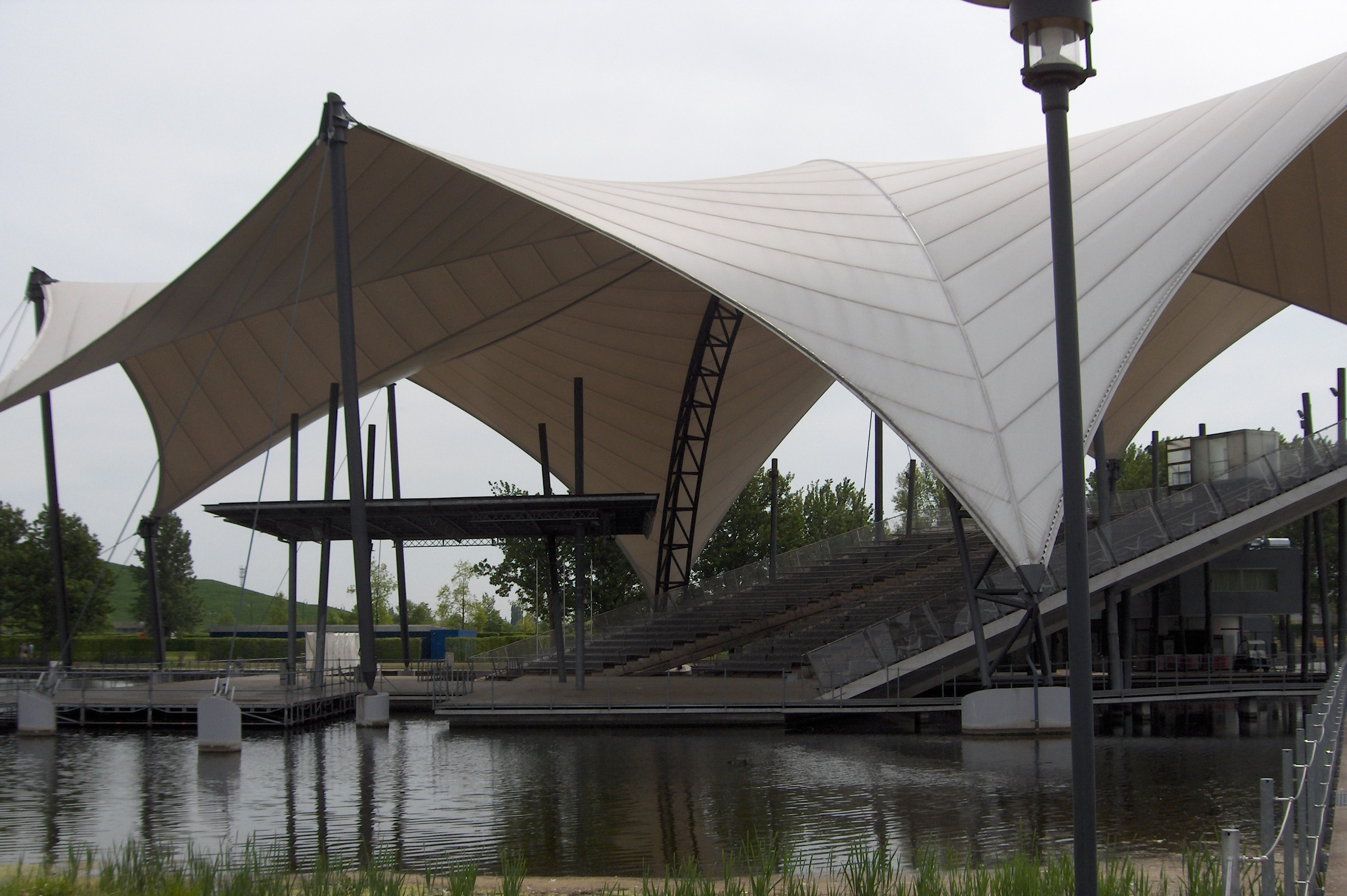
Seebühne Magdeburg

Die Seebühne Magdeburg ist eine Open-Air-Bühne im Magdeburger Elbauenpark. Sie hat ein Fassungsvermögen von 1546 Plätzen.

## Geschichte

### Anlass
Entstanden ist die Seebühne, die von April bis Oktober für große Veranstaltungen oder private Anlässe genutzt wird, anlässlich der Bundesgartenschau 1999. Mitten in Magdeburg wurde der Familien- und Freizeitpark Elbauenpark auf dem Cracauer Anger errichtet. Zum Konzept gehörte der Aufbau einer Freilichtbühne, die Open-Air-Erlebnisse bietet und das Publikum vor Regen und Sonne schützt.
Die Seebühne ermöglicht Veranstaltungen unter (fast) freiem Himmel. Das überdachte Amphitheater ist wie eine Insel von Wasser umgeben. Fünf wie Blütenblätter angeordnete Tribünen bieten Platz für knapp 1600 Zuschauer und einen Blick auf die Naturkulisse.

### Veranstaltungen

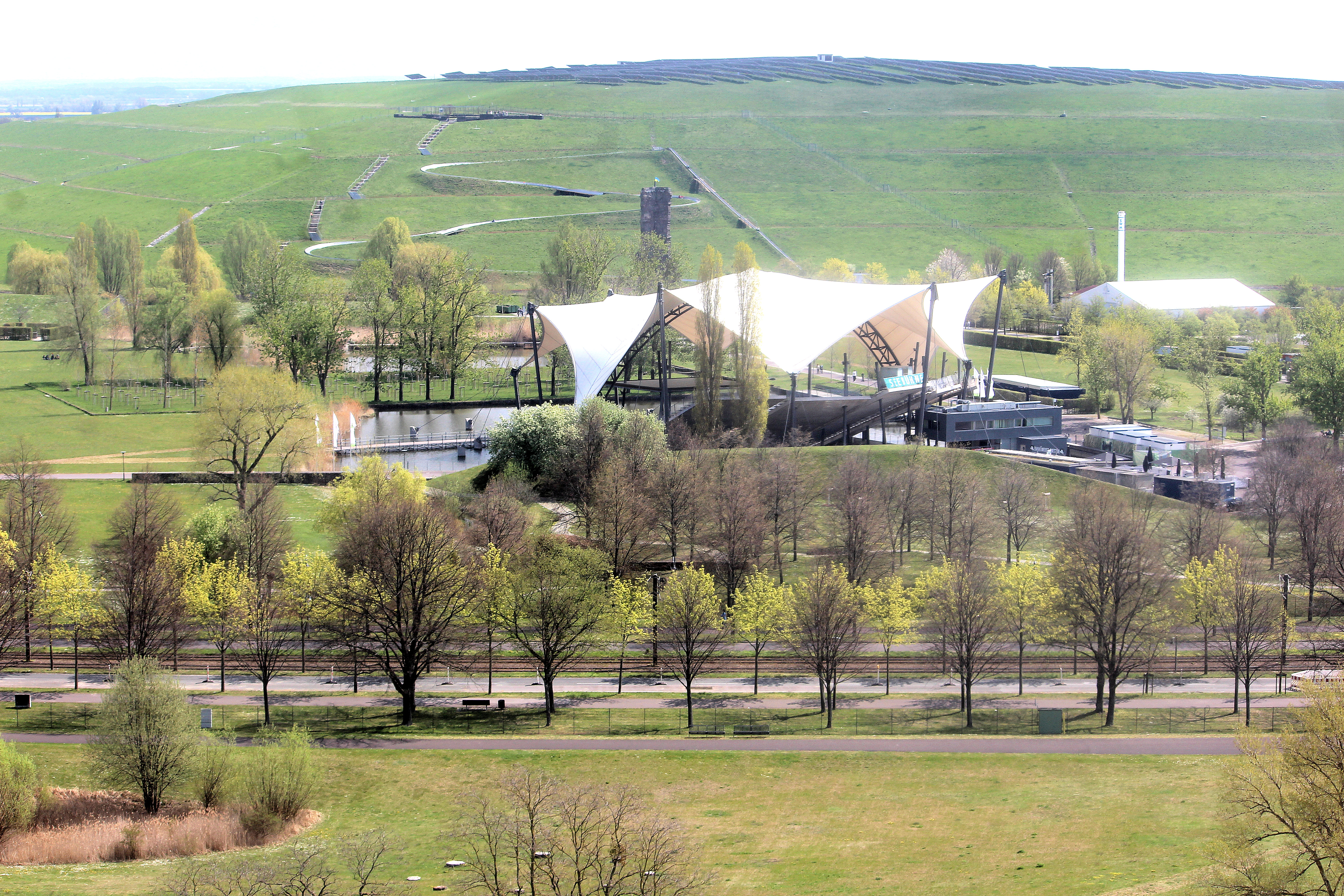
Blick vom Jahrtausendturm zur Seebühne

Die Bühne ist Kulisse für Konzerte, Galas, Musicals, Shows, Partys und Sportevents. Umgeben von See, Pappelwäldchen und Angerwiese gastierten Stars wie Bonnie Tyler, Patricia Kelly, Chris de Burgh und Karat. Zum Programm gehören Events wie die Fernsehshow „Grill den Henssler“, die 90er- und 2.000er-Party „Venga Venga“, das „Love Music Festival“, „The Queen Night“, der „Zauber der Operette“, die „EuroCheerMasters“ und die „SES-Boxgala“.

### Aktueller Zustand
Mitte 2023 stellte ein Risikomanagementbericht der Natur- und Kulturpark Elbaue GmbH Betonkrebs in den Betonfundamenten des Daches fest, sowie Risse in den Fundamenten, Rost an der Stahlkonstruktion und Feuchtigkeit an Teilen der Zuschauertribüne. Deswegen wurde kurz- bis mittelfristig eine Sanierung empfohlen. Die Dachmembran habe die vom Hersteller benannten Nutzungszeiten überschritten. Man ziehe daher in Betracht, diese gleichzeitig mit der Sanierung der Betonfundamente zu erneuern.
Laut einer Beschlussvorlage plant die Stadt Magdeburg den Einsatz von rund 4,3 Millionen Euro für Sanierungsarbeiten. Davon fielen 2023 rund 650.000 Euro für planerische Leistungen an. Die Bauarbeiten beginnen Mitte/Ende 2025 und sollen zum Beginn der Seebühnen-Saison 2026 enden.